# Köpknack
Köpknack är ett kortspel som är en vidareutveckling av kortspelet knack och liksom detta företrädesvis ett spel om pengar. Spelet kan också kallas för trekort, vilket för övrigt är ett spelnamn som också används om flera andra liknande kortspel. 
Innan varje giv ska den som sitter i förhand satsa ett valfritt belopp i potten. Tre kort delas ut till varje spelare, nästa kort läggs upp för att fastställa trumffärg, och resterande kort utgör en talong. Spelarna har sedan möjlighet att mot betalning till potten köpa kort, det vill säga byta ut valfritt antal kort mot lika många nya från talongen. Köp får göras två, eller eventuellt tre, gånger. 
De spelare som vill vara med och spela om potten tillkännager detta genom att knacka i bordet, och lägger samma belopp i potten som förhand gjort. Spelet om potten är ett sticktagningsspel med vissa strikta bestämmelser om vilka kort som får spelas. Varje vunnet stick berättigar till en tredjedel av pottens innehåll. Den som gått med i spelet om potten men inte tagit något stick får betala ännu en insats. 